# Williamstown, Western Australia
Williamstown är en ort i Australien. Den ligger i regionen Kalgoorlie/Boulder och delstaten Western Australia, omkring 550 kilometer öster om delstatshuvudstaden Perth. Orten hade 124 invånare år 2021.
Närmaste större samhälle är Kalgoorlie-Boulder, nära Williamstown. 